# Campeonato de Primera B 2002-03 (Argentina)
La temporada de la Primera B 2002-03 fue la LXX edición del campeonato de Primera B del fútbol argentino en el orden de los clubes directamente afiliados a la AFA. Dio comienzo el 12 de agosto de 2002 y finalizó el 8 de julio de 2003. Fue disputado por 23 equipos.
Los nuevos equipos participantes fueron: el ascendido Deportivo Laferrere, campeón de la Primera C; Platense, Tigre y Central Córdoba de Rosario, peores promedios de los equipos metropolitanos de la Primera B Nacional.
El campeón fue Ferro Carril Oeste, que se consagró al haber ganado tanto el Torneo Apertura como el Torneo Clausura

## Ascensos y descensos
| Posición | Descendidos de la Primera B 2001-02 |
| -------- | ----------------------------------- |
| 21.º     | Deportivo Merlo                     |
| 22.º     | Ituzaingó                           |

| Posición | Ascendido de la Primera C 2001-02 |
| -------- | --------------------------------- |
| Campeón  | Deportivo Laferrere               |

| Posición | Ascendido a la Primera B Nacional 2002-03 |
| -------- | ----------------------------------------- |
| Campeón  | Deportivo Español                         |

| Posición | Descendidos de la Primera B Nacional 2001-02 |
| -------- | -------------------------------------------- |
| 19.º     | Platense                                     |
| 20.º     | Central Córdoba (R)                          |
| 24.º     | Tigre                                        |

- De esta manera, el número de equipos aumentó a 23.

## Equipos participantes
| Equipo               | Localidad            | Estadio                       | Capacidad |
| -------------------- | -------------------- | ----------------------------- | --------- |
| All Boys             | Buenos Aires         | Islas Malvinas                | 15.000    |
| Almirante Brown      | Isidro Casanova      | Fragata Presidente Sarmiento  | 25 000    |
| Argentino de Quilmes | Quilmes              | Argentino de Quilmes          | 7000      |
| Argentino (R)        | Rosario              | José Martín Olaeta            | 6800      |
| Atlanta              | Buenos Aires         | Don León Kolbovsky            | 14.000    |
| Brown de Adrogué     | Adrogué              | Lorenzo Arandilla             | 4500      |
| Central Córdoba (R)  | Rosario              | Gabino Sosa                   | 10 000    |
| Def. de Cambaceres   | Ensenada             | 12 de Octubre                 | 8500      |
| Deportivo Armenio    | Ingeniero Maschwitz  | Armenia                       | 10.500    |
| Deportivo Laferrere  | Laferrere            | Ciudad de Laferrere           | 10.000    |
| Deportivo Morón      | Morón                | Nuevo Francisco Urbano        | 32 000    |
| Estudiantes          | Caseros              | Ciudad de Caseros             | 16 740    |
| Ferro Carril Oeste   | Buenos Aires         | Arquitecto Ricardo Etcheverri | 28200     |
| Flandria             | Jáuregui             | Carlos V                      | 5000      |
| Platense             | Vicente López        | Ciudad de Vicente López       | 31 030    |
| San Miguel           | Los Polvorines       | Malvinas Argentinas           | 11.000    |
| San Telmo            | Dock Sud             | Dr. Osvaldo Baletto           | 5500      |
| Sarmiento de Junín   | Junín                | Eva Perón                     | 22.000    |
| Sportivo Italiano    | Ciudad Evita         | República de Italia           | 7000      |
| Talleres             | Remedios de Escalada | Talleres                      | 15 000    |
| Temperley            | Turdera              | Alfredo Beranger              | 22.000    |
| Tigre                | Victoria             | José Dellagiovanna            | 28 680    |
| Tristán Suárez       | Tristán Suárez       | 20 de Octubre                 | 15 000    |

### Distribución geográfica de los equipos
| Región                                   | Cant. | Equipos |
| ---------------------------------------- | ----- | --- |
| Conurbano bonaerense                     | 15    | Almirante Brown, Argentino de Quilmes, Brown de Adrogué, Deportivo Armenio, Deportivo Laferrere, Deportivo Morón, Estudiantes (BA), Platense, San Miguel, San Telmo, Sportivo Italiano, Talleres, Temperley, Tigre y Tristán Suárez |
| Ciudad de Buenos Aires                   | 3     | All Boys, Atlanta y Ferro Carril Oeste |
| Interior de la provincia de Buenos Aires | 2     | Flandria y Sarmiento (Junín) |
| Ciudad de Rosario                        | 2     | Argentino y Central Córdoba |
| Gran La Plata                            | 1     | Defensores de Cambaceres |

## Formato

### Competición
Se disputaron dos torneos: Apertura y Clausura. En el primero de ellos, los 23 equipos se enfrentaron todos contra todos, quedando un equipo libre por fecha. En el segundo torneo, los equipos se dividieron en dos zonas de 8 equipos y una zona de 7 equipos. Si el campeón del Torneo Apertura ganaba también su zona en el Torneo Clausura ascendía automáticamente. Si eso no sucedía, los equipos campeones y subcampeones tanto del Torneo Apertura como de cada una de las zonas del Torneo Clausura se hubieran enfrentado en un Torneo Reducido de 8 equipos con formato de eliminación directa, consagrándose como campeón aquel que obtuviera el triunfo en la Final.

### Ascensos
Al haber triunfado tanto en el Torneo Apertura como en su zona del Torneo Clausura, Ferro Carril Oeste se consagró campeón y ascendió directamente a la Primera B Nacional. A su vez, el Torneo Reducido, que otorgaba un lugar en la promoción contra el equipo metropolitano con el segundo peor promedio de la Primera B Nacional, fue disputado por los equipos campeones y subcampeones de cada uno de los grupos, a excepción del ya ascendido. Los 8 equipos se completaron siguiendo las posiciones del Torneo Apertura. El ganador del Reducido fue All Boys, que luego perdería la promoción ante El Porvenir.

### Descensos
Los dos equipos que al finalizar la temporada ocuparon los dos últimos lugares de la tabla de promedios descendieron a la Primera C, mientras que el que obtuvo el tercer peor promedio debió disputar una promoción ante un club de dicha categoría.

## Torneo Apertura 2002
| Pos | Equipo               | Pts | PJ | PG | PE | PP | GF | GC | Dif |
| --- | -------------------- | --- | -- | -- | -- | -- | -- | -- | --- |
| 1º  | Ferro Carril Oeste   | 45  | 22 | 13 | 6  | 3  | 38 | 13 | 25  |
| 2º  | Platense             | 43  | 22 | 12 | 7  | 3  | 35 | 17 | 18  |
| 3º  | Central Córdoba (R)  | 40  | 22 | 12 | 4  | 6  | 41 | 28 | 13  |
| 4º  | All Boys             | 40  | 22 | 10 | 10 | 2  | 33 | 20 | 13  |
| 5º  | Estudiantes (BA)     | 40  | 22 | 10 | 10 | 2  | 24 | 11 | 13  |
| 6º  | Almirante Brown      | 38  | 22 | 11 | 5  | 6  | 37 | 24 | 13  |
| 7º  | Temperley            | 34  | 22 | 9  | 7  | 6  | 30 | 26 | 4   |
| 8º  | Deportivo Laferrere  | 34  | 22 | 9  | 7  | 6  | 26 | 25 | 1   |
| 9º  | San Telmo            | 32  | 22 | 8  | 8  | 6  | 28 | 23 | 5   |
| 10º | Tigre                | 32  | 22 | 9  | 5  | 8  | 27 | 26 | 1   |
| 11º | Talleres (RE)        | 32  | 22 | 9  | 5  | 8  | 24 | 33 | -9  |
| 12º | Atlanta              | 30  | 22 | 7  | 9  | 6  | 24 | 22 | 2   |
| 13º | Deportivo Armenio    | 28  | 22 | 7  | 7  | 8  | 18 | 22 | -4  |
| 14º | Sportivo Italiano    | 27  | 22 | 8  | 3  | 11 | 25 | 32 | -7  |
| 15º | Def. de Cambaceres   | 26  | 22 | 6  | 8  | 8  | 23 | 29 | -6  |
| 16º | Sarmiento de Junín   | 24  | 22 | 7  | 3  | 12 | 27 | 36 | -9  |
| 17º | Tristán Suárez       | 24  | 22 | 5  | 9  | 8  | 26 | 30 | -4  |
| 18º | Deportivo Morón      | 21  | 22 | 4  | 9  | 9  | 18 | 25 | -7  |
| 19º | Brown de Adrogué     | 21  | 22 | 6  | 3  | 13 | 21 | 32 | -11 |
| 20º | Argentino de Rosario | 20  | 22 | 5  | 5  | 12 | 20 | 33 | -13 |
| 21º | San Miguel           | 20  | 22 | 4  | 8  | 10 | 16 | 28 | -12 |
| 22º | Flandria             | 18  | 22 | 3  | 9  | 10 | 13 | 25 | -12 |
| 23º | Argentino de Quilmes | 12  | 22 | 1  | 9  | 12 | 16 | 38 | -22 |

|  | Se consagró campeón del torneo apertura. |

## Torneo Clausura 2003

### Grupo A
| Pos | Equipo             | Pts | PJ | PG | PE | PP | GF | GC | Dif |
| --- | ------------------ | --- | -- | -- | -- | -- | -- | -- | --- |
| 1º  | Ferro Carril Oeste | 24  | 12 | 7  | 3  | 2  | 19 | 13 | 6   |
| 2º  | Sportivo Italiano  | 21  | 12 | 6  | 3  | 3  | 19 | 12 | 7   |
| 3º  | Temperley          | 17  | 12 | 4  | 5  | 3  | 16 | 8  | 8   |
| 4º  | Argentino (R)      | 15  | 12 | 4  | 3  | 5  | 18 | 22 | -4  |
| 5º  | Deportivo Armenio  | 14  | 12 | 4  | 2  | 6  | 14 | 21 | -7  |
| 6º  | San Telmo          | 13  | 12 | 3  | 4  | 5  | 15 | 18 | -3  |
| 7º  | San Miguel         | 9   | 12 | 1  | 6  | 5  | 9  | 16 | -7  |

|  | Por ser campeón del Torneo Apertura y ganar su zona, ascendió |

### Grupo B
| Pos | Equipo               | Pts | PJ | PG | PE | PP | GF | GC | Dif |
| --- | -------------------- | --- | -- | -- | -- | -- | -- | -- | --- |
| 1º  | Almirante Brown      | 32  | 14 | 9  | 5  | 0  | 20 | 8  | 12  |
| 2º  | Atlanta              | 27  | 14 | 7  | 6  | 1  | 24 | 12 | 12  |
| 3º  | Platense             | 22  | 14 | 5  | 7  | 2  | 19 | 13 | 6   |
| 4º  | Tigre                | 17  | 14 | 3  | 8  | 3  | 14 | 10 | 4   |
| 5º  | Def. de Cambaceres   | 15  | 14 | 4  | 3  | 7  | 13 | 20 | -7  |
| 6º  | Argentino de Quilmes | 13  | 14 | 3  | 4  | 7  | 12 | 21 | -9  |
| 7º  | Sarmiento de Junín   | 11  | 14 | 2  | 5  | 7  | 10 | 29 | -19 |
| 8º  | Brown de Adrogué     | 10  | 14 | 2  | 4  | 8  | 10 | 18 | -8  |

### Grupo C
| Pos | Equipo              | Pts | PJ | PG | PE | PP | GF | GC | Dif |
| --- | ------------------- | --- | -- | -- | -- | -- | -- | -- | --- |
| 1º  | Deportivo Morón     | 28  | 14 | 8  | 4  | 2  | 18 | 8  | 10  |
| 2º  | Deportivo Laferrere | 24  | 14 | 7  | 3  | 4  | 11 | 8  | 3   |
| 3º  | All Boys            | 24  | 14 | 7  | 3  | 4  | 20 | 18 | 2   |
| 4º  | Flandria            | 20  | 14 | 5  | 5  | 4  | 17 | 12 | 5   |
| 5º  | Tristán Suárez      | 17  | 14 | 4  | 5  | 5  | 18 | 19 | -1  |
| 6º  | Central Córdoba (R) | 16  | 14 | 4  | 4  | 6  | 16 | 18 | -2  |
| 7º  | Talleres (RE)       | 12  | 14 | 2  | 6  | 6  | 14 | 24 | -10 |
| 8º  | Estudiantes (BA)    | 10  | 14 | 2  | 4  | 8  | 10 | 17 | -7  |

## Tabla de posiciones final del campeonato[1]
| Pos | Equipo               | %    | Pts | PJ | PG | PE | PP | GF | GC | Dif |
| --- | -------------------- | ---- | --- | -- | -- | -- | -- | -- | -- | --- |
| 1º  | Ferro Carril Oeste   | 2,02 | 69  | 34 | 20 | 9  | 5  | 57 | 26 | 31  |
| 2º  | Almirante Brown      | 1,94 | 70  | 36 | 20 | 10 | 6  | 57 | 32 | 25  |
| 3º  | Platense             | 1,80 | 65  | 36 | 17 | 14 | 5  | 54 | 30 | 24  |
| 4º  | All Boys             | 1,77 | 64  | 36 | 17 | 13 | 6  | 53 | 38 | 15  |
| 5º  | Atlanta              | 1,58 | 57  | 36 | 14 | 15 | 7  | 48 | 36 | 12  |
| 6º  | Central Córdoba (R)  | 1,55 | 56  | 36 | 16 | 8  | 12 | 57 | 46 | 11  |
| 7º  | Deportivo Laferrere  | 1,55 | 56  | 36 | 15 | 11 | 10 | 35 | 32 | 3   |
| 8º  | Temperley            | 1,50 | 51  | 34 | 13 | 12 | 9  | 46 | 34 | 12  |
| 9º  | Sportivo Italiano    | 1,41 | 48  | 34 | 14 | 6  | 14 | 43 | 44 | -1  |
| 10º | Estudiantes (BA)     | 1,38 | 50  | 36 | 12 | 14 | 10 | 34 | 28 | 6   |
| 11º | Deportivo Morón      | 1,36 | 49  | 36 | 12 | 13 | 11 | 36 | 33 | 3   |
| 12º | San Telmo            | 1,35 | 46  | 34 | 11 | 13 | 10 | 42 | 39 | 3   |
| 13º | Tigre                | 1,27 | 46  | 36 | 12 | 13 | 11 | 42 | 37 | 5   |
| 14° | Deportivo Armenio    | 1,23 | 42  | 34 | 11 | 9  | 14 | 32 | 43 | -11 |
| 15º | Talleres (RE)        | 1,22 | 44  | 36 | 11 | 11 | 14 | 38 | 57 | -19 |
| 16º | Def. de Cambaceres   | 1,13 | 41  | 36 | 10 | 11 | 15 | 37 | 39 | -2  |
| 17° | Tristán Suárez       | 1,13 | 41  | 36 | 9  | 14 | 13 | 44 | 49 | -5  |
| 18º | Flandria             | 1,05 | 38  | 36 | 8  | 14 | 14 | 30 | 37 | -7  |
| 19º | Argentino de Rosario | 1,02 | 35  | 34 | 9  | 8  | 17 | 38 | 56 | -18 |
| 20º | Sarmiento de Junín   | 0,97 | 35  | 36 | 9  | 8  | 19 | 37 | 55 | -18 |
| 21º | Brown (A)            | 0,86 | 31  | 36 | 8  | 7  | 21 | 31 | 50 | -19 |
| 22º | San Miguel           | 0,85 | 29  | 34 | 5  | 14 | 15 | 26 | 45 | -19 |
| 23º | Argentino de Quilmes | 0,69 | 25  | 36 | 4  | 13 | 19 | 27 | 58 | -31 |

|  | Campeón del torneo Apertura y de su zona del Clausura. Ascendió a la Primera B Nacional   |
|  | Participaron del Torneo Reducido por una promoción con un equipo de la Primera B Nacional |
|  | Ganador del Torneo Reducido                                                               |

## Tabla de Promedios
| Pos | Equipo               | 2000/01 | 2001/02 | 2002/03 | Pts | PJ  | Promedio |
| --- | -------------------- | ------- | ------- | ------- | --- | --- | -------- |
| 1º  | Ferro Carril Oeste   | 0       | 81      | 69      | 150 | 76  | 1,973    |
| 2º  | Platense             | 0       | 0       | 65      | 65  | 36  | 1,805    |
| 3º  | Almirante Brown      | 65      | 64      | 70      | 199 | 116 | 1,715    |
| 4º  | All Boys             | 0       | 62      | 64      | 126 | 78  | 1,615    |
| 5º  | Estudiantes          | 0       | 73      | 50      | 123 | 78  | 1,576    |
| 6º  | Sportivo Italiano    | 58      | 72      | 48      | 178 | 114 | 1,561    |
| 7º  | Central Córdoba      | 0       | 0       | 56      | 56  | 36  | 1,555    |
| 8º  | Deportivo Laferrere  | 0       | 0       | 56      | 56  | 36  | 1,555    |
| 9º  | Temperley            | 62      | 58      | 51      | 171 | 114 | 1,500    |
| 10º | San Telmo            | 69      | 47      | 43      | 159 | 114 | 1,394    |
| 11º | Sarmiento            | 72      | 53      | 35      | 160 | 116 | 1,379    |
| 12º | Brown (A)            | 59      | 67      | 33      | 159 | 116 | 1,370    |
| 13º | Deportivo Morón      | 45      | 61      | 49      | 155 | 116 | 1,336    |
| 14º | Deportivo Armenio    | 42      | 65      | 42      | 149 | 114 | 1,307    |
| 15º | Talleres (RE)        | 51      | 54      | 44      | 149 | 116 | 1,284    |
| 16º | Tigre                | 0       | 0       | 46      | 46  | 36  | 1,277    |
| 17º | Def. de Cambaceres   | 53      | 52      | 41      | 146 | 116 | 1,258    |
| 18º | Argentino de Quilmes | 56      | 59      | 25      | 140 | 116 | 1,206    |
| 19º | Tristán Suárez       | 57      | 39      | 41      | 137 | 116 | 1,181    |
| 20º | Flandria             | 34      | 62      | 38      | 134 | 116 | 1,155    |
| 21º | Atlanta              | 36      | 33      | 57      | 126 | 116 | 1,086    |
| 22º | Argentino de Rosario | 28      | 60      | 35      | 123 | 114 | 1,078    |
| 23º | San Miguel           | 0       | 52      | 29      | 81  | 76  | 1,065    |

|  | Jugó la promoción con el ganador del reducido de la Primera C. |
|  | Descendió directamente a la Primera C                          |

## Torneo reducido
El equipo que figura arriba en cada serie es el que hizo de local en el partido de vuelta y contaba con ventaja deportiva, por estar ubicado en una mejor posición en la Tabla Porcentual.
El ganador del reducido fue All Boys, que disputó la promoción con un equipo de la Primera B Nacional
|  | Cuartos de final           | Cuartos de final           | Cuartos de final           |   |                     | Semifinales               | Semifinales               | Semifinales               |  |  | Final                    | Final                    | Final                    |
|  | 18 de junio al 22 de junio | 18 de junio al 22 de junio | 18 de junio al 22 de junio |   |                     | 28 de junio al 1 de julio | 28 de junio al 1 de julio | 28 de junio al 1 de julio |  |  | 5 de julio al 8 de julio | 5 de julio al 8 de julio | 5 de julio al 8 de julio |
|  |                            |                            |                            |   |                     |                           |                           |                           |  |  |                          |                          |                          |
|  | Almirante Brown            | 0                          | 1                          |   |                     |                           |                           |                           |  |  |                          |                          |                          |
|  | Deportivo Morón            | 1                          | 1                          |   |                     |                           |                           |                           |  |  |                          |                          |                          |
|  | Deportivo Morón            | 1                          | 1                          |   | All Boys            | 0                         | 1                         |                           |  |  |                          |                          |                          |
|  |                            |                            |                            |   | All Boys            | 0                         | 1                         |                           |  |  |                          |                          |                          |
|  |                            | Deportivo Morón            | 0                          | 1 |                     |                           |                           |                           |  |  |                          |                          |                          |
|  | All Boys                   | Deportivo Morón            | 0                          | 1 | 2                   | 1                         |                           |                           |  |  |                          |                          |                          |
|  | All Boys                   |                            |                            |   | 2                   | 1                         |                           |                           |  |  |                          |                          |                          |
|  | Sportivo Italiano          | 2                          | 0                          |   |                     |                           |                           |                           |  |  |                          |                          |                          |
|  |                            |                            |                            |   |                     |                           |                           |                           |  |  | All Boys                 | 1                        | 1                        |
|  |                            |                            | Central Córdoba (R)        | 0 | 2                   |                           |                           |                           |  |  |                          |                          |                          |
|  | Central Córdoba (R)        | 2                          | 2                          |   |                     |                           |                           |                           |  |  |                          |                          |                          |
|  | Deportivo Laferrere        | 0                          | 2                          |   |                     |                           |                           |                           |  |  |                          |                          |                          |
|  | Deportivo Laferrere        | 0                          | 2                          |   | Central Córdoba (R) | 1                         | 1                         |                           |  |  |                          |                          |                          |
|  |                            |                            |                            |   | Central Córdoba (R) | 1                         | 1                         |                           |  |  |                          |                          |                          |
|  |                            | Estudiantes (BA)           | 2                          | 0 |                     |                           |                           |                           |  |  |                          |                          |                          |
|  | Platense                   | Estudiantes (BA)           | 2                          | 0 | 1                   | 0                         |                           |                           |  |  |                          |                          |                          |
|  | Platense                   |                            |                            |   | 1                   | 0                         |                           |                           |  |  |                          |                          |                          |
|  | Estudiantes (BA)           | 1                          | 2                          |   |                     |                           |                           |                           |  |  |                          |                          |                          |

## Promoción con Primera B Nacional
La disputaron el ganador del Torneo Reducido, All Boys, y el segundo peor promedio de los equipos afiliados a AFA de la Primera B Nacional, El Porvenir
|  |

| Promoción con Primera B Nacional                                              | Promoción con Primera B Nacional | Promoción con Primera B Nacional | Promoción con Primera B Nacional | Promoción con Primera B Nacional |
| Local                                                                         | Resultado                        | Visitante                        | Estadio                          | Fecha                            |
| ----------------------------------------------------------------------------- | -------------------------------- | -------------------------------- | -------------------------------- | -------------------------------- |
| All Boys                                                                      | 1 - 1                            | El Porvenir                      | Arquitecto Ricardo Etcheverri    | 12 de julio                      |
| El Porvenir                                                                   | 1 - 1                            | All Boys                         | Ciudad de Lanús                  | 19 de julio                      |
| El Porvenir mantuvo la categoría por ventaja deportiva con un global de 2 - 2 |                                  |                                  |                                  |                                  |

## Promoción con Primera C
Atlanta debió revalidar su plaza en la categoría frente a Argentino de Merlo, ganador del Torneo Reducido de la Primera C
|  |

| Promoción con Primera C                             | Promoción con Primera C | Promoción con Primera C | Promoción con Primera C | Promoción con Primera C |
| Local                                               | Resultado               | Visitante               | Estadio                 | Fecha                   |
| --------------------------------------------------- | ----------------------- | ----------------------- | ----------------------- | ----------------------- |
| Argentino de Merlo                                  | 1 - 2                   | Atlanta                 | Argentino de Merlo      | 9 de julio              |
| Atlanta                                             | 0 - 0                   | Argentino de Merlo      | Don León Kolbowsky      | 12 de julio             |
| Atlanta mantuvo la categoría con un global de 2 - 1 |                         |                         |                         |                         |